# Pogonomys macrourus
Pogonomys macrourus is een knaagdier uit het geslacht Pogonomys dat voorkomt op Nieuw-Guinea en de nabijgelegen eilanden Japen en Nieuw-Brittannië. Hij leeft in Nieuw-Guinea van zeeniveau tot op 1800 m hoogte, maar in het Telefomin-gebied leeft hij niet onder de 900 m (daarbeneden leeft P. loriae). De Australische populatie van Pogonomys is ook tot P. macrourus gerekend, maar die soort is veel groter.
P. macrourus is een middelgrote soort: kleiner dan P. loriae, maar groter dan P. sylvestris. De rug is roodachtig, de onderkant wit. De staart is donker. De kop-romplengte bedraagt 92 tot 150 mm, de staartlengte 126 tot 187 mm, de achtervoetlengte 19.1 tot 22.5 mm, de oorlengte 11 tot 15.5 mm en het gewicht 28 tot 60 gram. Vrouwtjes hebben 1+2=6 mammae.
Dit dier leeft in allerlei soorten regenwoud. Overdag slaapt hij in een hol, maar 's nachts klimt hij bomen in. Mannetjes zijn solitair, maar vrouwtjes delen holen. Er kunnen tot drie jongen tegelijk worden geboren.